# 舍甫琴柯 (波克罗夫斯克市镇)

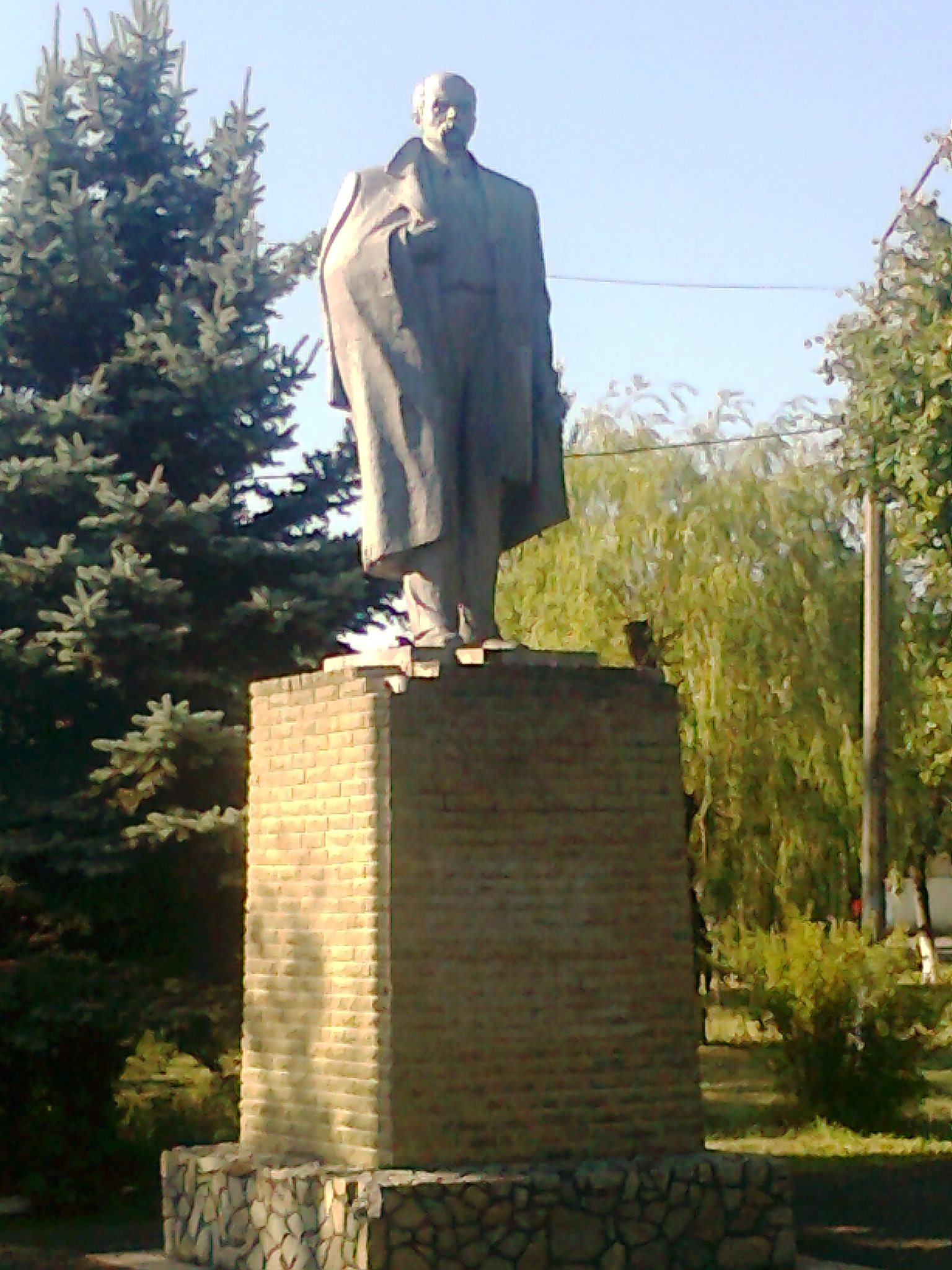
塔拉斯·舍甫琴科雕塑

舍甫琴柯（羅馬化：Shevchenko）或译为舍甫琴科，是烏克蘭東部頓涅茨克州波克羅夫斯克區波克罗夫斯克市镇的鎮。始建於1912年，面積2.98平方公里，海拔高度167米，2017年人口1,707。該村附近有鋰的舍甫琴科礦床。

## 历史
舍甫琴科村建立於1911年。
到1918年，該村人口為400人；到1959年增至5,500人，自1970年以來人口開始減少。截至2011年1月1日，該村人口為1,742人，其中大多數為退休人士。
舍甫琴科村村議會於1943年成立。該議會轄區內無工業、市政或農業企業。該村的節日與礦工節同日舉行，以紀念礦工的貢獻。

### 俄乌战争
2024年12月15日俄烏戰爭期間，俄軍佔領了該村。之后双方为此地进行了多次争夺。
2025年6月26日，俄罗斯国防部聲稱俄军夺取了位于「頓涅茨克人民共和國」的舍甫琴科，並将烏克蘭武裝部隊赶出了该定居点。

## 地理
舍甫琴科位於波克羅夫斯克西南約3公里處。該鎮總面積為311.2公頃，坐落於T-0515公路上。此鎮建於一個重要的煤礦礦床之上。索洛尼河流經鎮內，並成為一座水庫的水源。

### 战略资源
舍甫琴科矿床于1982年被发现，占地约40公顷（100 英亩），估计储量为 1380 万公吨，平均氧化锂含量为 1.24%。
舍甫琴科矿床因其富含矿化程度极高的锂辉石而尤为重要，相比于透锂长石，这种矿物能够更轻松、更高效地提取锂。俄罗斯控制该地后，乌克兰失去了第二处极具潜力的重要稀土金属矿床。

## 基礎設施
該鎮的主要煤礦為普列奧布拉任斯基礦。鎮上有六家雜貨店以及一家工業用品店在營運。

## 人口
根據2001年人口普查，該村人口為2,102人，其中40.15%的人表示其母語為烏克蘭語，59.71%為俄語，0.05%為白俄羅斯語、羅馬尼亞語和保加利亞語。